# Riserva naturale di Miandasht
La riserva naturale di Miandasht è una riserva dell'Iran nord-orientale. Preserva 844 km² di habitat semidesertico e di boscaglia arida e fornisce rifugio al raro ghepardo asiatico.

## Storia e posizione
La riserva naturale di Miandasht è situata nella provincia del Khorasan settentrionale nell'Iran nord-orientale. Venne istituita dal Dipartimento dell'Ambiente dell'Iran nel 1973. È situata a sud del parco nazionale del Golestan, e a est del parco nazionale di Khar Turan.

## Paesaggio e vegetazione
La riserva comprende 84.435 ettari di aride distese pianeggianti interrotte da colline ondulate. La maggior parte della riserva giace poco al di sotto dei 1000 m, e il suo punto più elevato raggiunge i 1340 m di altitudine. Ogni anno vi cadono in media 150 mm di pioggia. Il fiume Kalshur scorre nella regione. Attorno alla riserva sorgono alcuni insediamenti umani e durante l'inverno circa 15.000 capi di bestiame pascolano entro i suoi confini. Il territorio semidesertico è ricoperto da artemisia (Artemisia sieberi), sparto (Stipa), salsola (Salsola), alberi di saxaul (Haloxylon) e tamerici (Tamarix).

## Fauna
La riserva naturale di Miandasht è uno degli ultimi rifugi del raro ghepardo asiatico. Tra gli altri carnivori presenti nell'area figurano la iena striata (Hyaena hyaena), il lupo (Canis lupus), il caracal (Caracal caracal schmitzi), il gatto selvatico (Felis silvestris), la volpe rossa (Vulpes vulpes) e lo sciacallo dorato (Canis aureus). I grandi erbivori sono rappresentati dalla gazzella subgutturosa, da qualche pecora selvatica (Ovis) e dal cinghiale (Sus scrofa). Roditori e lepri sono molto numerosi. Tra i rapaci figurano la poiana codabianca (Buteo rufinus) e l'aquila reale (Aquila chrysaetos).

## Avvistamenti del ghepardo
Il 7 gennaio 2015, il direttore generale del Dipartimento di Protezione Ambientale del Khorasan settentrionale, Ali Asghar Motahari, ha annunciato l'avvistamento di una femmina di ghepardo asiatico e del suo cucciolo nella riserva naturale di Miandasht. Lo stesso Motahari ha riferito che, due giorni prima di questo avvistamento, tre altri ghepardi adulti erano stati avvistati ad alcuni chilometri di distanza dal confine orientale della riserva dai locali, che hanno immediatamente avvisato il Dipartimento dell'Ambiente di Jajrom. Si stima che nella riserva vivano 8-10 ghepardi.